# Charles François Joseph Dugua
Charles François Joseph Dugua (Tolosa, 1º marzo 1744 – Petite-Rivière-de-l'Artibonite, 16 ottobre 1802) è stato un generale francese.

## Biografia
Entrò nel 1760 come cadetto nel reggimento di fanteria Borbone giungendo fino al grado di capitano, ma nel 1776 dovette dimettersi. Con la rivoluzione francese il governo repubblicano si trovò a dover sostituire i ranghi e nel 1790 fu nominato comandante della gendarmeria nella sua città natale. Al comando di alcuni reparti del suo corpo ebbe successo nel respingere gli attacchi dell'esercito spagnolo. Questo gli valse, il 14 agosto 1793, la nomina a generale di brigata ed il 23 novembre dello stesso anno divenne generale di divisione. Prestò servizio dapprima nell'armata dei Pirenei, poi, nel 1796 passò all'armata dell'Ovest, comandata dal generale Hoche. Passò tuttavia presto all'armata d'Italia, comandata da Napoleone Bonaparte, distinguendosi nella battaglia di Rivoli nel passaggio sul Tagliamento, assolvendo poi l'incarico di occupare la città di Trieste, posizione chiave per il controllo della via al Tirolo. Dopo il trattato di Campoformio divenne comandante della 14a divisione militare nel Calvados, ove fu eletto membro del Consiglio dei Cinquecento. Fu quindi scelto da Napoleone per la sua campagna d'Egitto. Si distinse alla battaglia delle piramidi e quando Napoleone decise di entrare in Siria, gli affidò il comando della piazza de Il Cairo, che tenne con fermezza, soffocando sul nascere i tentativi d'insurrezione. Si trovò al comando della divisione del generale Kléber, dopo che questi fu ferito ad Alessandria, e ricevette l'ordine di occupare la città di Rosetta, lasciarvi una guarnigione e  poi risalire il Nilo sulla riva sinistra fino a Damanhur, compiti che assolse brillantemente.
Rientrato in Francia, fu nuovamente inviato in Calvados, questa volta come prefetto. Qui egli rimise in vita l'antica Accademia delle Arti e delle Scienze di Caen, fondata nel 1652 e sospesa dalla Rivoluzione, assegnandole come sede l'edificio dell'Abbazia degli uomini.
Appreso della spedizione che si stava preparando per Santo Domingo, al comando del generale Leclerc, chiese ed ottenne da Napoleone il permesso a parteciparvi. Qui, durante l'assedio del forte di La Crête à Pierrot, presso  Petite-Rivière-de-l'Artibonite, venne colpito dal nemico e morì per le conseguenti ferite il 16 ottobre 1802.
Il suo nome è inciso sull'Arco di Trionfo di Parigi al pilastro sud, colonna 25.